# Fabian Lienhard
Fabian Lienhard, nascido a 3 de setembro de 1993 em Steinmaur, é um ciclista profissional suíço que milita nas fileiras do conjunto IAM–Excelsior.

## Palmarés
2014 (como amador)
- Campeonato de Zurique

2018
- 1 etapa do Tour da Normandia[3]

2019
- Porec Trophy